# Dorvillea rubrovittata
Dorvillea rubrovittata är en ringmaskart som först beskrevs av Grube 1855.  Dorvillea rubrovittata ingår i släktet Dorvillea och familjen Dorvilleidae. Arten har ej påträffats i Sverige. Inga underarter finns listade i Catalogue of Life.